# مارشا فیتزالن

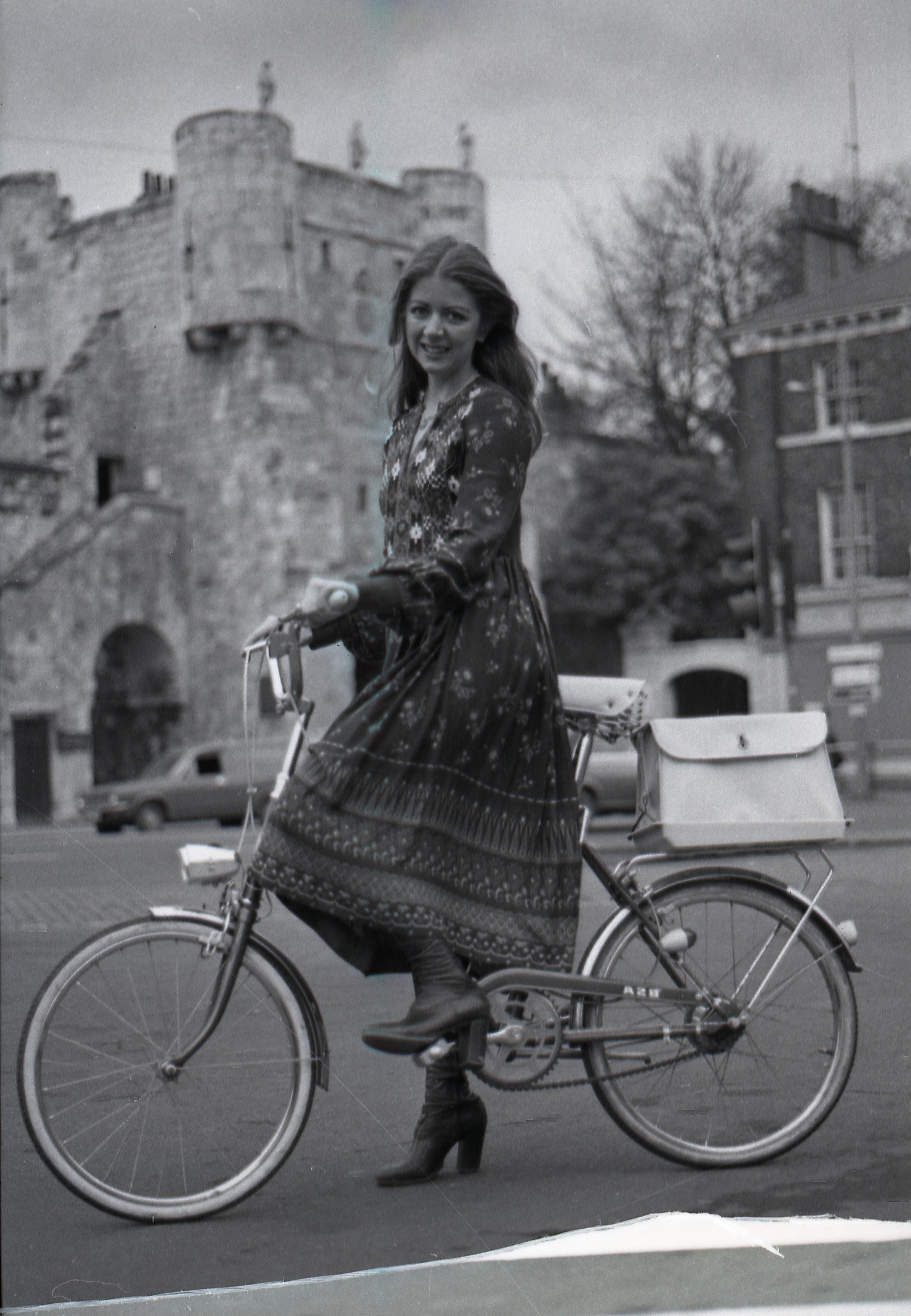
مارشا فیتزالن در نیویورک

مارشا فیتزاَلِـن (انگلیسی: Marsha Fitzalan؛ زادهٔ ۱۰ مارس ۱۹۵۳) بازیگر اهل بریتانیا است.
از فیلم‌ها یا برنامه‌های تلویزیونی که وی در آن نقش داشته‌است، می‌توان به جولیا بودن، شوهر ایده‌آل، اهمیت جدی بودن، روایت نلی و پوآرو اشاره کرد.